# Les Clées
Les Clées é uma comuna da Suíça, situada no distrito de Jura-Nord Vaudois, no cantão de Vaud. Tem 7,04 km² de área e sua população em 2018 foi estimada em 185 habitantes.